# 阿斯基諾區
56°08′N 57°21′E / 56.133°N 57.350°E
阿斯基諾區（俄语：Аскинский район），是俄羅斯的一個區，位於該國西南部，由巴什科爾托斯坦共和國負責管轄，始建於1930年8月，面積2,542平方公里，2010年人口21,272，人口密度每平方公里8.37人。